# رأس مال وهمي

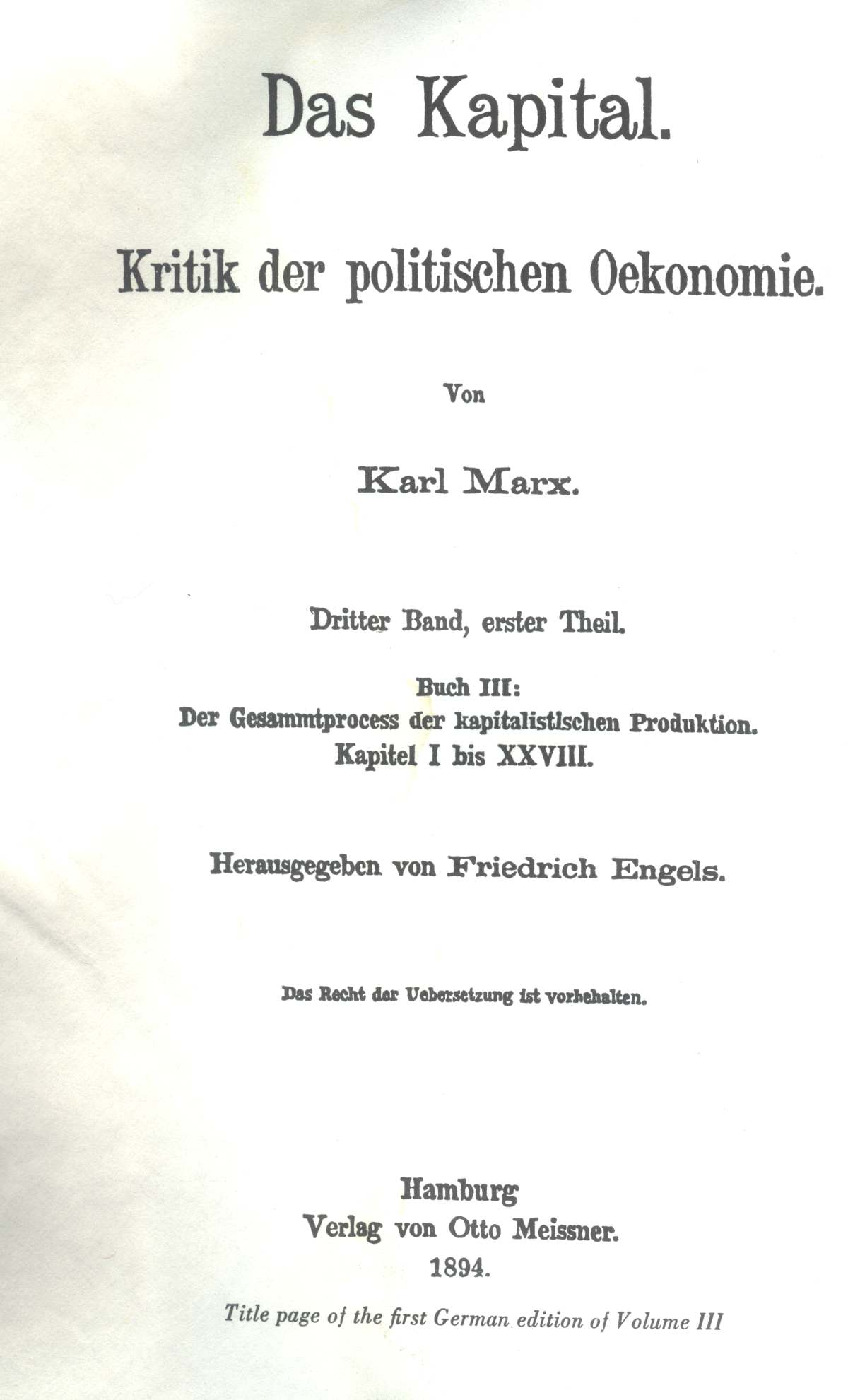
غلاف الكتاب الثالث من 'رأس المال' (Das Kapital) لكارل ماركس وفريدريك إنجلز.

رأس المال الوهمي هو مفهوم استخدمه كارل ماركس في انتقاده للاقتصاد السياسي. وُرد في الفصل 25 من المجلد الثالث من كتابه رأس المال. يتناقض رأس المال الوهمي مع ما يسميه ماركس «رأس المال الحقيقي»، الذي يعد رأس المال المستثمر بالفعل في الوسائل المادية للإنتاج والعمال، ومع «رأس المال النقدي»، وهو الأموال المحتفَظ بها بالفعل. تتفاوت القيمة السوقية للأصول الرأسمالية الوهمية (مثل الأسهم والأوراق المالية) وفقًا للإيراد أو العائد المتوقع لتلك الأصول في المستقبل، وهو ما شعر به ماركس أنه لا يرتبط إلا بشكل غير مباشر بنمو الإنتاج الحقيقي. عمليًا، يمثل رأس المال الوهمي «المطالبات المتراكمة، والسندات الملكية القانونية، للإنتاج في المستقبل»، وعلى وجه التحديد المطالبات بالدخل المتولد عن ذلك الإنتاج.
- يمكن تعريف رأس المال الوهمي باعتباره الرسملة على ملكية العقار. تعد مثل هذه الملكية حقيقية ومطبقة قانونيًا، وكذلك الأرباح التي تجنيها، ولكن رأس المال المعني وهمي، وهو «الأموال التي يتم تداولها كرأس مال دون أي أساس مادي في السلع أو النشاط الإنتاجي».[3]
- يمكن تعريف رأس المال الوهمي أيضًا بأنه «مطالبات ورقية بالثروة والقابلة للتداول»، ورغم أن الأصول الملموسة نفسها في ظروف معينة قد تتضخم أيضًا إلى حد كبير في الأسعار.[4]

من حيث الاقتصاد المالي السائد، فإن رأس المال الوهمي هو صافي القيمة الحالية للتدفقات النقدية المتوقعة في المستقبل.

## استخدامات المصطلح
رأى ماركس أصل رأس المال الوهمي في تطوير نظام الائتمان ونظام الشركة المساهمة.
«يُسمى تكوين رأس مال وهمي بالرسملة». يمثل مطالبة بحقوق الملكية أو الدخل. يمكن أن تتخذ هذه المطالبات أشكالًا عديدة، على سبيل المثال، مطالبة بشأن الإيرادات الضريبية الحكومية في المستقبل أو مطالبة تصدر ضد سلعة لم تُبَع بعد. تعد كل من المخزونات والأسهم والسندات التي تصدرها الشركات المتداولة في أسواق الأسهم أيضًا رأس مال وهمي.
قد تجمع الشركة رأس مال (غير وهمي) عن طريق إصدار المخزونات والأسهم والسندات. يمكن عندئذ استخدام رأس المال هذا لتوليد فائض قيمة، ولكن بمجرد بدء تشغيل رأس المال هذا، تكون المطالبات التي عقدها مالكو شهادة السهم وما إلى ذلك مجرد «مطالبات قابلة للتسويق بحصة في إنتاج فائض القيمة في المستقبل». يعد سوق الأسهم «سوقًا لرأس المال الوهمي، وهو سوق لتداول حقوق الملكية على هذا النحو».
بما أن قيمة هذه المطالبات لا تعمل كرأس مال، وهي مجرد مطالبة تتعلق بفائض في المستقبل، فإن «القيمة الرأسمالية لهذه الورقة وهمية تمامًا... تعمل الورقة كسند ملكية لعقار تمثل رأس المال هذا.
تمثل مخزونات السكك الحديدية والمناجم وشركات الملاحة وما شابه ذلك رأس المال الفعلي، أي رأس المال المستثمر الذي يعمل في هذه المؤسسات، أو كمية الأموال التي يدفعها أصحاب الأسهم بغرض استخدامها كرأس مال في هذه المؤسسات...، ولكن رأس المال هذا لا يوجد مرتين، مرة كقيمة رأسمالية لسندات الملكية (الأسهم) من ناحية، ومن ناحية أخرى كرأس مال فعلي مستثمر أو الذي سيتم استثماره في تلك المؤسسات»، فرأس المال «لا يوجد إلا في الشكل الأخير»، في حين أن الأسهم أو المخزونات «لا تكون إلا سند ملكية لجزء مناظر من فائض القيمة التي تتحقق من خلالها».
يرتبط تكوين رأس المال الوهمي، في نظر ماركس، بالتناقض الأوسع بين النظام المالي في الرأسمالية وأساسه النقدي. يقول ماركس: «مع تطور رأس المال المدر للفائدة ونظام الائتمان، يبدو أن رأس المال كله يضاعف نفسه، وأحيانًا يتضاعف إلى ثلاثة أمثاله، من خلال مختلف الأساليب التي يظهر فيها نفس رأس المال، أو ربما حتى نفس المطالبة المتعلقة بالديون، بأشكال مختلفة في أيد مختلفة. يعد الجزء الأكبر من «رأس المال النقدي» هذا وهميًا تمامًا. تعد جميع الودائع باستثناء صندوق الاحتياطي مجرد مطالبات على المصرفي، التي لا توجد على الإطلاق كودائع». يمكن أن يكون توسع نظام الائتمان مفيدًا للنظام في فترات التوسع الرأسمالي، ولكن في فترات الأزمة الاقتصادية والارتياب، يميل الرأسماليون -كما يزعم ماركس- إلى النظر إلى سند ضمان «السلع النقدية» (الذهب) باعتباره المقياس النهائي للقيمة. يميل ماركس إلى افتراض إمكانية تحويل الأموال الورقية إلى ذهب. غير أن النظام الحديث الذي يعتمد على النقود الورقية غير القابلة للتحويل، والذي تدعمه سلطة الدول، يفرض قدرًا أعظم من المشاكل. هنا، في فترات الأزمات، «يبدو أن الطبقة الرأسمالية لديها الخيار بين خفض قيمة المال أو السلع الأساسية، وبين التضخم أو الكساد. في حالة تكريس السياسة النقدية لتجنب الأمرين، فإنها لن تؤدي إلا إلى تكبد كل من الأمرين».